# Rolfok

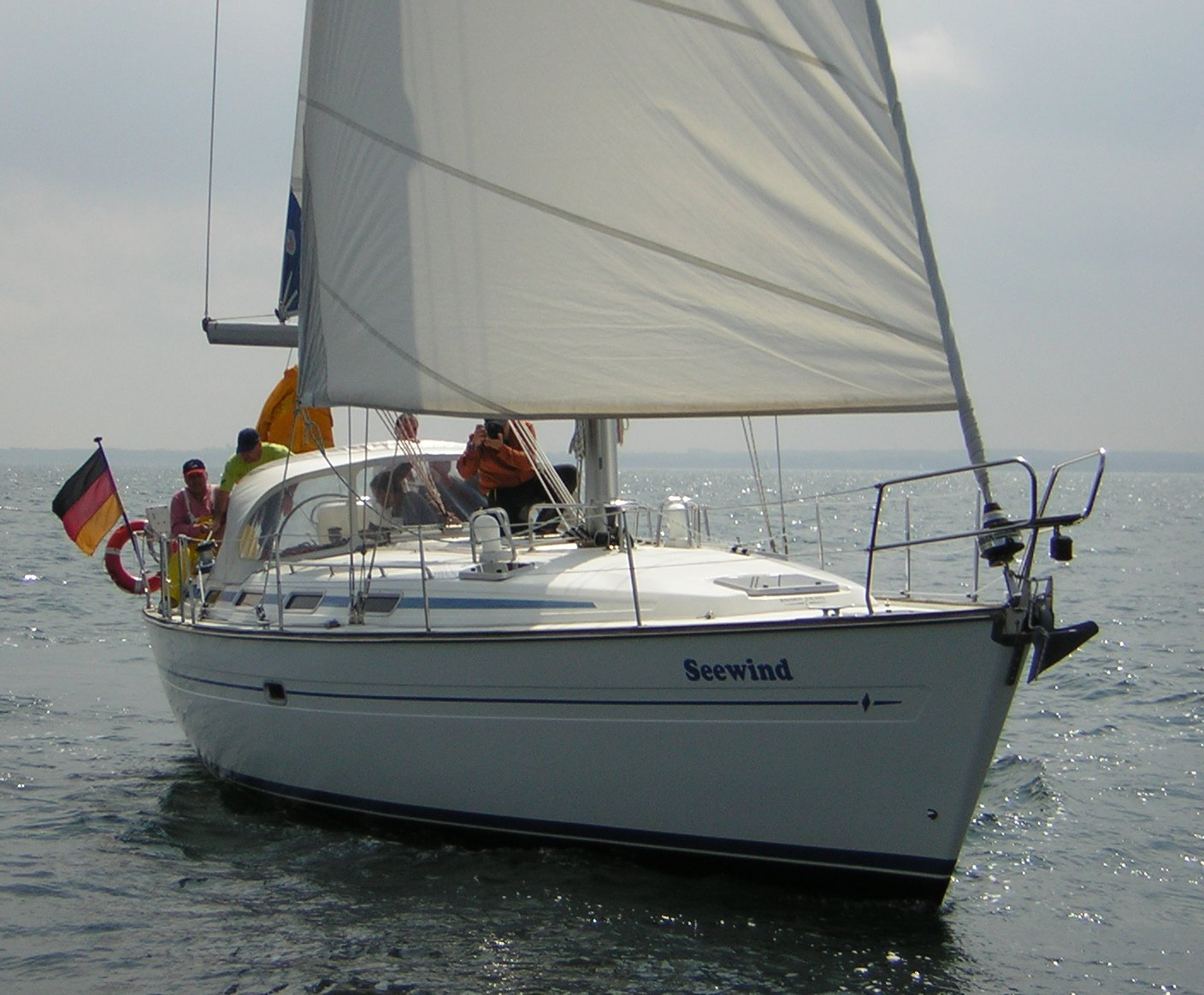
Fokżagiel częściowo zrolowany

Rolfok – urządzenie służące do zwijania sztaksli. Może być też używane do refowania. Stosowane zazwyczaj z tzw. sztywnym sztagiem stanowiącym aluminiowy profil wyposażony w likszparę i z przeprowadzoną stalową liną w jego wnętrzu. Zamocowanie sztagu obrotowo umożliwia nawijanie bądź rozwijanie żagla poprzez wybieranie fału lub szota. Rozwiązanie bardzo popularne na jachtach turystycznych dzięki swojej prostocie i bezawaryjności.